# N-Acetilglukozaminski receptor
N-Acetilglukozaminski receptor je receptor za koji se vezuje N-acetilglukozamin.

## Spoljašnje veze
- N-Acetylglucosamine+Receptor на 